# Hell on Earth 2006
«Hell on Earth 2006» (en España «El Infierno en la tierra 2006», en Hispanoamérica «Infierno en la Tierra 2006») es el episodio 11 de la décima temporada de la serie animada South Park.

## Trama
Satanás desea tener una gran fiesta de Halloween, naturalmente siendo su día. Para ello decide reservar un gran hotel Hilton en Los Ángeles para dar una gran fiesta, al estilo de una fiesta de 15 años, y con aire acondicionado. Por tanto Satanás anuncia a todos los residentes del Infierno la invitación a todos y cuyo requisito era llevar un brazalete exclusivo de la fiesta y prohíbe a cualquiera disfrazarse de El Cuervo. Posteriormente Satanás y uno de sus secuaces reservan un gran salón en el hotel donde Satanás pide tener DJs, fuerte seguridad y un pastel en forma de Ferrari tamaño real, y frío de aire algo que encarecía la fiesta pero Satanás desea tener una gran fiesta como una quinceañera rica. Uno de los demonios de Satán le encarga a tres asesinos seriales el Ferrari Pastel; Jeffrey Dahmer, Ted Bundy y John Wayne Gacy.
Por otra parte en South Park, Stan, Kyle, Token, Cartman, Butters, Tweek experimentan con el ritual Bloody Mary para invocar a Biggie Smalls, Kyle trata de hacerlo pero lleno de miedo desiste, Cartman intenta hacerlo pero al interntar decir por 3 vez el nombre, Jimmy interrumpe haciendo que Cartman se cagase del susto. Posteriormente Butters al cepillarse los dientes lo termina invocando. Biggie trata de matar a Butters (sus padres no le creen) y Butters es obligado a llevar a Biggie a Los Ángeles ya que el teniendo el brazalete estaba invitado a la fiesta de Satanás. Durante el viaje, Biggie es invocado primero por Kyle y después por Randy, el padre de Stan. Biggie trata de matar primero a los niños y después a Randy.
Mientras tanto los tres asesinos (parodia de Los Tres Chiflados) tratan de recoger el pastel para llevarlo al hotel, de fracasar en ello serían duramente castigados. Los tres asesinos fracasan en llevar el pastel ya que Dahmer y Gacy impulsivamente asesinan a los panaderos y después a cualquiera que se les acercase. El Ferrari Pastel queda destruido y los tres asesinos tratan de fallidamente hacer otro pero se terminan matándose entre los tres. Por otro lado en la fiesta, Satán tiene calor debido a que el aire no le afecta cambia su disfraz de cuervo por el de una quinceañera colegiala, mostrando durante la fiesta un comportamiento similar al de una, incluso echando de la fiesta al recién fallecido Steve Irwin. Por otra parte la Arquidiócesis de Los Ángeles a la cabeza del cardenal Roger Mahony, tratan de parar la fiesta de Satanás sin éxito y tratan de entrar a la misma pero son rechazados (ya que poseían brazaletes de Knott's Berry Farm).
El asistente de Satanás empieza a preocuparse de que no haya llegado el Ferrari Pastel y afortunadamente consigue un reemplazo: un Acura TL Pastel. Satanás furioso le recrimina haber traído un Acura TL Pastel y no el Ferrari y grita diciendo que su fiesta no trataba de sus amigos sino de él. Cuando los invitados deciden abandonar la fiesta, Satanás pide disculpas ya que el quería una fiesta al estilo de My Super Sweet 16 y que sus amigos eran los que hacían su vida especial, Satanás deja que cualquier persona entre con o sin brazalete, incluyendo a los sacerdotes católicos. Una vez llegado a Los Ángeles, Butters toma prestado un espejo de tocador para invocar a Biggie Smalls y este invita al niño a la fiesta. Butters acepta ya que no fue a recoger dulces en Halloween.

## Controversia de Steve Irwin
Steve Irwin, conocido por ser el cazador de cocodrilos, se le ve como un invitado en la fiesta de Satanás con una mantarraya en su pecho. Satanás creyendo que era un invitado disfrazado de tal personaje recién fallecido y al enterarse de que es el genuino Irwin lo expulsa de la fiesta. Sin embargo, la aparición de Irwin y su parodia a los pocos días del fallecimiento del mismo fue tomada a mal por la prensa. Una amiga personal de Terri Irwin, viuda del cazador, declaró estar devastada con la exagerada burla hecha a su fallecido esposo. John Beyer, director de Mediawatch-uk, opinó que los creadores de la serie deberían rectificar la aparición de Irwin en el episodio. Marcos Amey, antiguo colaborador de Irwin, criticó duramente el episodio.
En respuesta, Tony Fox, vocero de Comedy Central declara que la intención de la serie fue hacer reír y no ofender a nadie "los chicos de South Park hacen cosas inapropiadas todo el tiempo,  su objetivo es hacer reír a la gente, no para ofenderla". mientras que otro portavoz de la cadena afirma que hay celebridades ofendidas por la serie y la serie seguirá burlándose de ellas. La revista Empire declaró además su gusto hacia el episodio.